# Knockando
Knockando je vesnice ve Skotsku, ležící v oblasti Moray. Vesnice leží v oblasti Strathspey, která je známá výrobou whisky. Skotská Famous Grouse se mimo jiných vyrábí právě zde. Kromě palíren je zde i poslední skotská přádelna vlny svého druhu.